# Новосадовий (Бєлгородська область)
Новосадовий (рос. Новосадовый) — селище у Бєлгородському районі Бєлгородської області Російської Федерації.
Населення становить 1994  особи. Входить до складу муніципального утворення Новосадовське сільське поселення.

## Історія
Населений пункт розташований у східній частині української суцільної етнічної території — східній Слобожанщині.
Згідно із законом від 20 грудня 2004 року № 159 від 1 січня 2006 року належить до муніципального утворення Новосадовське сільське поселення.

## Населення
| 2002 | 2010  |
| ---- | ----- |
| 1562 | ↗1994 |